# Quadroppiidae
Quadroppiidae é uma família de ácaros pertencentes à ordem Sarcoptiformes.
Géneros:
- Borhidia Balogh & Mahunka, 1974
- Coronoquadroppia Ohkubo, 1995
- Hexoppia Balogh, 1958
- Quadroppia Jacot, 1939